# 1762 en droit
Cet article présente les faits marquants de l'année 1762 en droit.

## Événements
- Réforme de la chambre des comptes et création d’une Cour des comptes en Autriche. Herberstein devient président de la chambre des comptes à Vienne[1].
- Dans les États des Habsbourg, les bulles pontificales ne peuvent être publiées qu’après autorisation du souverain[2].
- 20 janvier : abolition de la servitude personnelle en Savoie[3].
- 1er mars (18 février du calendrier julien), Russie : les nobles sont libérés du service militaire[4].
- 4 mars (21 février du calendrier julien), Russie : Pierre III abolit la Chancellerie secrète et supprime la torture[5].
- 1er avril (21 mars du calendrier julien), Russie : oukase ordonnant l’application de la loi sur la sécularisation de biens d’Église décidée par Pierre III[6].
- 15 avril : institution du service militaire perpétuel aux frontières de la Transylvanie par Marie-Thérèse[7]. Face à l’agitation paysanne, Vienne organise en Transylvanie des régiments de gardes-frontières roumains dont les membres sont libérés du servage. Les paysans szeklers (Sicules), jusque-là libres, sont astreints au service dans la frontière militaire et se révoltent en septembre (fin en 1764)[8].
- 14 juillet (3 juillet du calendrier julien), Russie : oukase protégeant les gentilshommes propriétaires[9] (ils sont libérés du service obligatoire de l’État). La noblesse devient un ordre à privilège orienté vers la mise en valeur des terres. Cette réforme fait croire aux serfs à l’abolition du servage (ils sont serfs pour servir l’État), qui au contraire, se durcit. 53 révoltes paysannes éclateront de 1762 à 1769 en Russie centrale.
- 6 août : le Parlement de Paris rend un arrêt supprimant la Compagnie de Jésus. Les Jésuites sont expulsés de Guyane[10].
- 11 août (31 juillet du calendrier julien), Russie : suppression de tous les monopoles[11].

## Naissances
- date inconnue :
  - John Elmsley, juriste britannique, mort en 1805.
- 10 novembre : Ludwig Klüber, juriste allemand, professeur de droit aux universités d'Erlangen et de Heidelberg (†  16 février 1837).

## Décès
- 27 février : Claude-Gabriel Pocquet de Livonnière, jurisconsulte français (° 24 octobre 1684).